# Cráteres de Mono-Inyo

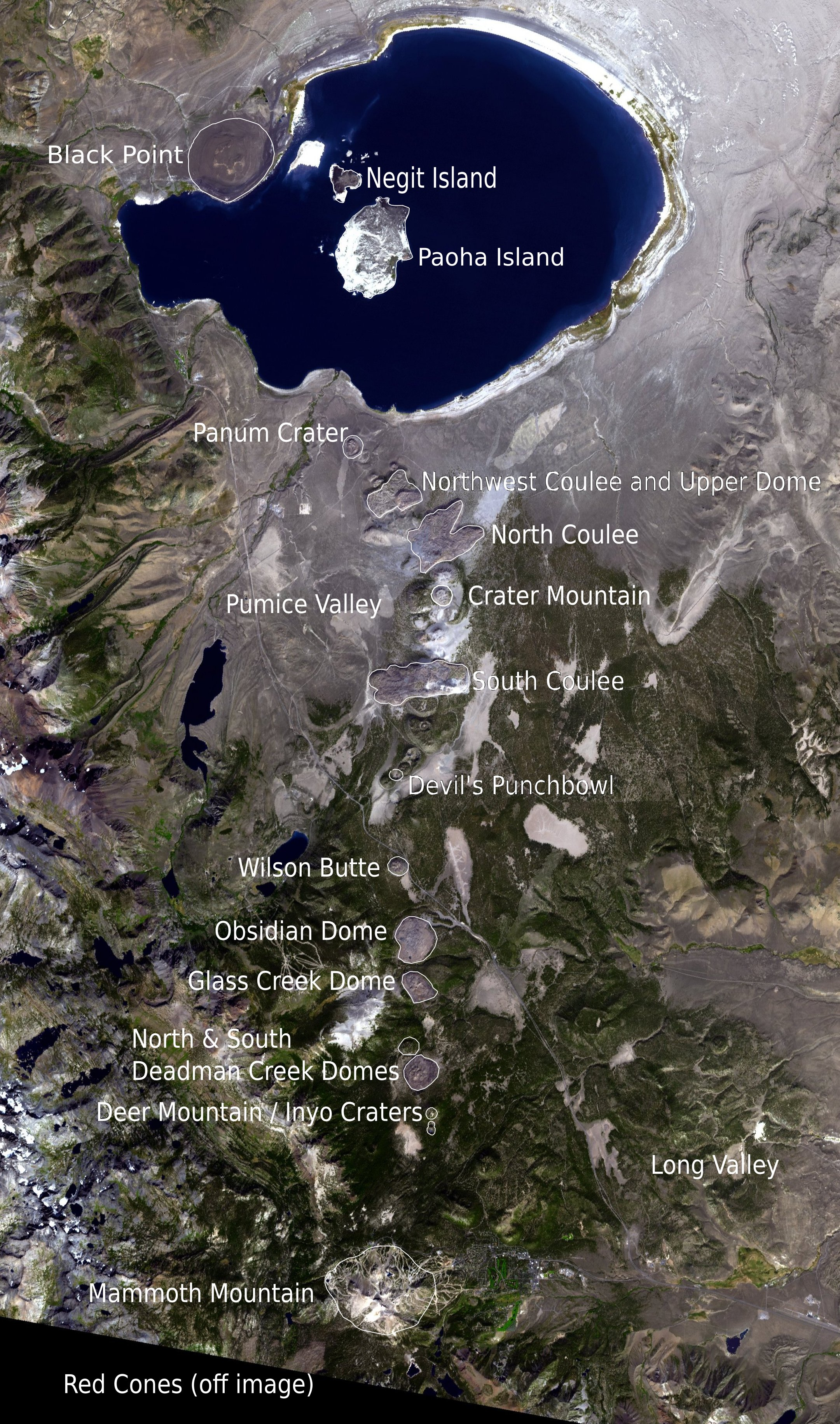
Imagen satelital comentada de la cadena

Los cráteres Mono-Inyo constituyen una cadena volcánica que corre con una tendencia de norte a sur en California del este, se extiende a lo largo de 40 km desde la costa noroccidental del lago Mono hasta el sur del monte Mammoth. La cadena está localizada en el condado de Mono en el estado de California de los Estados Unidos de América.
El campo volcánico del lago Mono fue designado como área forestal escénica nacional de la cuenca de Mono en 1984 y es gestionado por el Servicio Forestal de los Estados Unidos como parte del bosque nacional de Inyo. Están permitidas las actividades de excursionismo, avistamiento de aves, canotaje, esquí y ciclismo de montaña.

## Geografía
Los campos volcánicos del lago Mono forman la región más septentrional de la cadena y consiste en dos islas volcánicas en el lago y un volcán del tipo cono de ceniza en la costa noroccidental. La mayoría de los cráteres Mono, que conforman el conjunto de la región norte de la cadena Mono-Inyo, son volcanes freáticos (expulsiones de vapor) que han sido taponados o cubiertos por domos de riolita o flujos de lava. Los cráteres Inyo forman gran parte de la región sur de la cadena y consiste en pozos de explosiones freáticas, flujos de lava riolítica y domos. La parte más meridional de la cadena consiste en fumarolas y pozos de explosión en el monte Mammoth y una serie de volcanes del tipo cono de ceniza al sur de la montaña; esta última serie es conocida como los Conos Rojos.
Erupciones a lo largo del angosto sistema de fisuras por debajo de la cadena comenzó en el foso occidental de la caldera de Long Valley entre 400 000−600 000 años atrás. El monte Mammoth fue formado durante este periodo. Múltiples erupciones desde hace 40 000−600 años atrás crearon los cráteres Mono y erupciones desde 5000−500 años atrás formaron los cráteres Inyo. Flujos de lava hace 5000 años esculpieron los conos rojos, y los fosos de explosión del monte Mammoth fueron excavados durante los últimos 1000 años. La subida de la isla Paoha en el lago Mono hace aproximadamente 250 años es la actividad más reciente. Estas erupciones probablemente originadas a partir de pequeños cuerpos de magma en lugar de una sola, gran cámara magmática como la que produjo la erupción masiva de la caldera de Long Valley hace 760 000 años. Durante los últimos 3000 años, se produjeron erupciones cada 250−700 años. En 1980, una serie de terremotos y levantamientos en y al sur de la caldera de Long Valley indicaron una actividad renovada a lo largo de la cadena.
El área ha sido utilizada por los humanos durante siglos. La tribu mono recolectaba obsidiana para la elaboración de herramientas afiladas y puntas de flechas. Piedras vítreas continúan siendo removidas en tiempos modernos para la abrasión comercial y decoración de jardines. Mono Mills procesó leña cortada en o cerca de los volcanes del pueblo en crecimiento Bodie a finales del siglo XIX y comienzos del siglo XX. Desvíos de agua hacia el sistema del acueducto de Los Ángeles desde sus salidas naturales en el lago Mono comenzaron en 1941 después de que un túnel fue interrumpido bajo los cráteres Mono. El campo volcánico del lago Mono ganó alguna protección bajo el área forestal escénica nacional de la cuenca de Mono en 1984. Los recursos a lo largo de toda la cadena son manejados por el Servicio Forestal de los Estados Unidos como parte del bosque nacional Inyo. Varias actividades son posibles a lo largo de la cadena, incluyendo el excursionismo, avistamiento de aves, canotaje, esquí y ciclismo de montaña.

## Geografía y descripción

### Entorno
Los cráteres Mono-Inyo forman una cadena volcánica en California del este que se asienta a lo largo de un sistema de fisuras angosto con una tendencia de norte a sur que se extiende desde la costa norte del lago Mono, a través del foso occidental de la caldera de Long Valley, y al sur del monte Mammoth. La cadena está localizada en el parque nacional Inyo en el condado de Mono, California, y la comunidad incorporada más cercana es Mammoth Lakes. Los cráteres Mono están ubicados en la cuenca de Mono, la cual es parte de la Gran Cuenca.

### Cráteres Mono

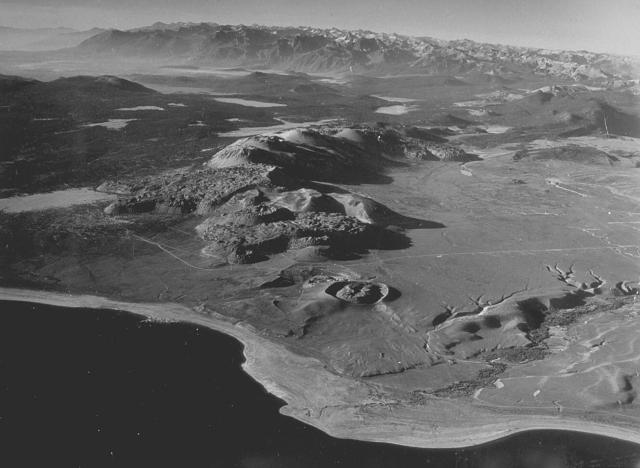
Los cráteres Mono forman un arco de domos y flujos de lava que se sobreponen.

Los cráteres Mono son una cadena de 17 km de al menos 27 domos volcánicos, tres grandes flujos de vidrio llamados coulees y varios pozos de explosión y otras características volcánicas asociadas. Los domos de la cadena descansan en un arco que va aproximadamente de norte a sur que es cóncavo al oeste y localizado al sur del Lago Mono. El más alto de los domos Mono es el monte Cráter (elevación 2796 m), que se eleva 730 m por encima del valle Pumice al oeste. Características volcánicas asociadas están localizadas en el lago Mono (isla Pahoa e isla Negit) y en su costa norte (Punto Negro). La acumulación de coulees norte y sur de la cadena superpuesta de domos. Cráteres existen en la cima de la mayoría de domos y en la planicie al sur de estos.

### Cráteres Inyo

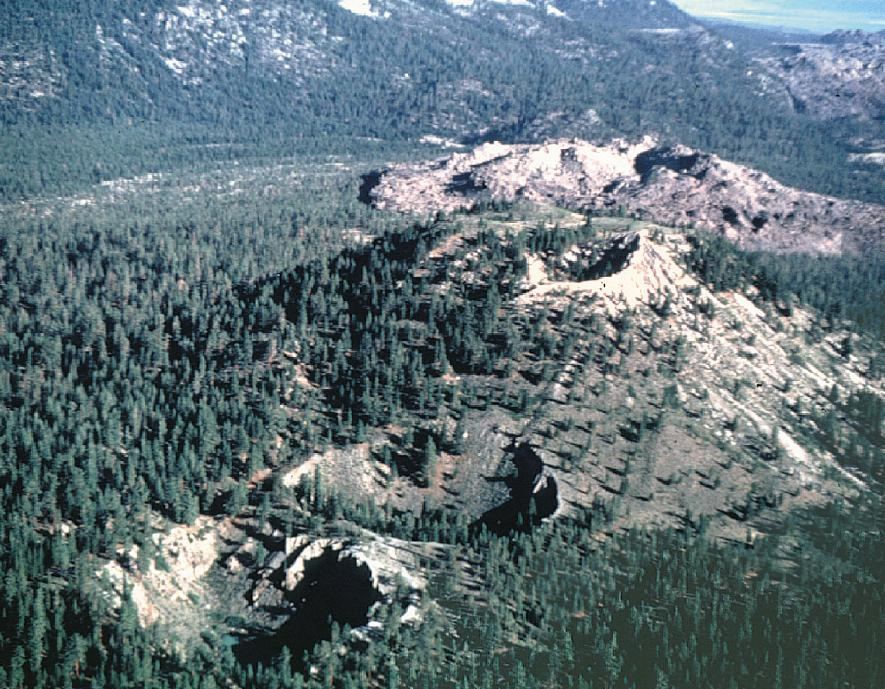
Los cráteres Inyo son una serie de pozos de explosión y flujos de lava vítrea.

Los dos cráteres Inyo más meridionales son pozos abiertos en un área boscosa de alrededor de 180 m horizontalmente y entre 30−60 m de profundidad, cada uno con pequeños estanques cubriendo sus suelos. Medio kilómetro al norte de éstos hay otro pozo de explosión Inyo en la cima del monte Deer. Más al norte de estos cráteres hay cinco domos de lava, incluyendo el domo de Deadman Creek, Glass Creek, Obsidian, y Wilson Butte. Estos domos están compuestos de riolita gris, pumita espumosa, obsidiana negra. La cadena volcánica de los cráteres Mono-Inyo se extiende dentro de la caldera de Long Valley pero no está relacionada al volcanismo de la caldera.

### Conos rojos

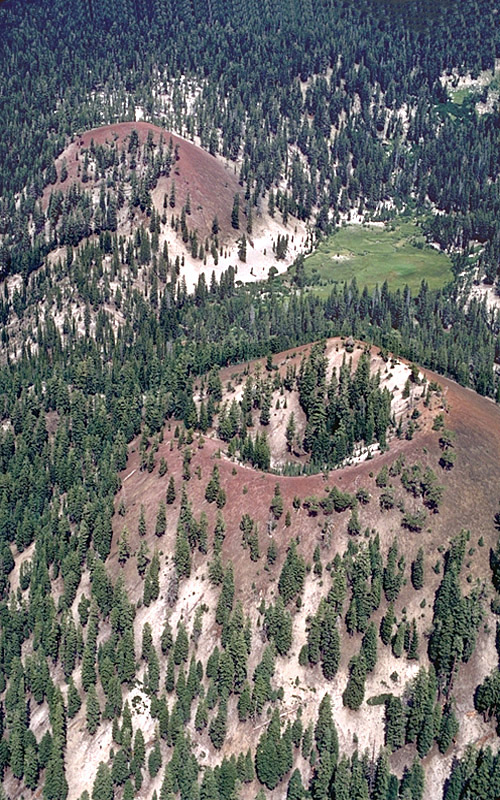
Dos conos rojos en el bosque

Al sur de los mismos cráteres Inyo existen otras características relacionadas al sistema de diques responsable de la creación de cráteres, volcanes y flujos de lava. Estos incluyen saltos de falla de tendencia norte a sur de hasta 6 m de alto y grietas o fisuras abiertas en la tierra. Estas fisuras no son técnicamente fallas porque ha ocurrido poco o ningún movimiento vertical y horizontal a lo largo de estas. El más notable entre estos es la "Falla Terremoto", una fisura de hasta 3 m de ancho que corta entre 18−21 m en flujos de lava vítrea de riolita.